# Společnost bratří Čapků
Společnost bratří Čapků (SBČ) je dobrovolným sdružením fyzických a právnických osob, sdružujícím členy na základě společného zájmu o život a dílo Josefa a Karla Čapka; svou činnost vykonává nepřetržitě od roku 1947.

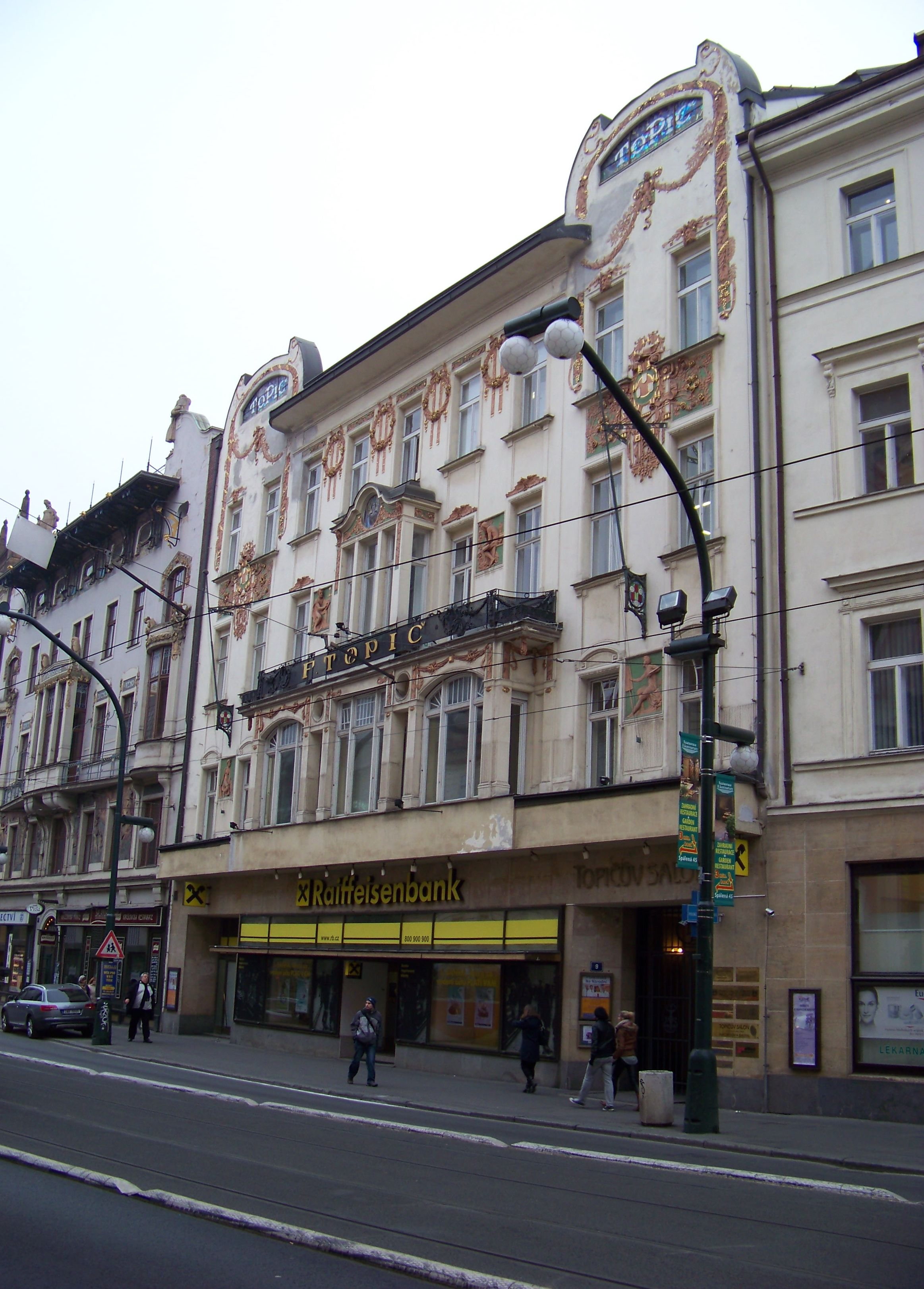
Praha, Národní 9, místo založení SBČ

## Historie SBČ
Oficiálně vznikla Společnost bratří Čapků schválením stanov Ministerstvem vnitra ČSR, což se stalo v prosinci 1946. SBČ tak mohla činnost započít od března následujícího roku. Ustavující schůze Společnosti bratří Čapků se konala 7. března 1947 ve výstavní síni Topičova salonu a denní tisk o ní informoval. Pod záštitou SBČ se v září 1947 konala i premiéra Fričova filmu Čapkovy povídky.
V padesátých a šedesátých letech byla její činnost politickými tlaky utlumována, nikdy však nepřerušila svou existenci a aktivity. K renesanci činnosti a nárůstu členské základny došlo v sedmdesátých a osmdesátých letech. V sedmdesátých letech také znovu začal sporadicky o činnosti Společnosti informovat denní tisk. Též se v tisku objevují zmínky o pravidelném uctění památky Karla Čapka na Vyšehradském hřbitově, ve výroční den jeho úmrtí.
Podrobně popisuje Společnost svoji historii na svých webových stránkách.

## Sídlo a financování aktivit Společnosti
SBČ nemá vlastní prostory, využila však nabídky Městské knihovny v Praze. Adresa SBČ, schůzky výboru a literární pořady jsou nyní umístěny do této knihovny. Funkcionáři a členové pracují ve prospěch Společnosti bezplatně. Převážnou část příjmů SBČ tvoří příspěvky jejích členů. Na tisky a literární pořady získává SBČ finanční příspěvky formou grantu od Ministerstva kultury ČR a Městské části Praha 10.

## Spolupracující instituce
Společnost bratří Čapků spolupracuje zejména s těmito institucemi:
- Památník Karla Čapka Strž
- Městská knihovna v Praze
- Muzeum bratří Čapků Malé Svatoňovice

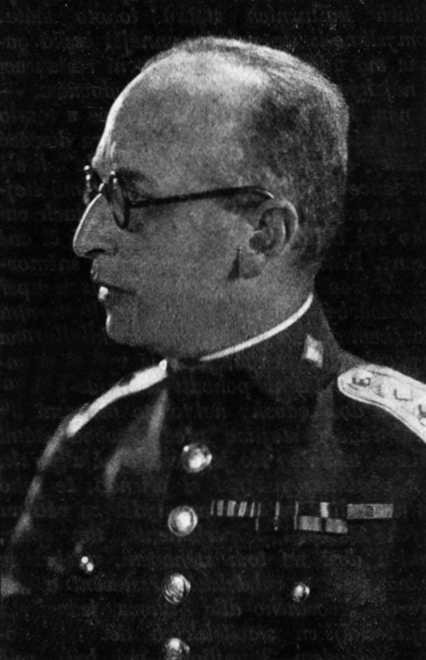
Frantisek Langer, druhý předseda SBČ

- Klub bratří Čapků Turnov [7]

## Předsedové SBČ
Mezi předsedy SBČ patřily vždy výrazné osobnosti; prvními předsedy byli Václav Rabas (1947–1949) a MUDr. František Langer (1949–1965). Úplný seznam předsedů SBČ včetně dalších údajů je zveřejněn na webových stránkách Společnosti.

## Členové
Počet členů SBČ se měnil podle politické a společenské situace. Z počátečních 62 narostl na několik set. Maxima bylo dosaženo v roce 1992, kdy měla společnost 1548 členů. Poté jejich počet postupně klesal, až na 674 koncem roku 2013.
Členem se může stát kdokoliv, kdo vyplní přihlášku, zaplatí členský příspěvek a zápisné. Členové dostávají tiskoviny Společnosti, jiné povinnosti jim nejsou stanoveny.

## Tiskoviny a aktivity SBČ
Pro své členy vydává SBČ bezplatné tiskoviny:
- Zprávy SBČ – 4x ročně
- Zpravodaj SBČ – 1x ročně
- Documenta Čapkiana – nepravidelně

Pravidelně též pro členy pořádá tematické literárně-dramatické pořady. Každoročně pořádá SBČ setkání na pražském Vyšehradském hřbitově u symbolického hrobu Josefa Čapka (duben) a u hrobu Karla Čapka a Olgy Scheinpflugové (25. prosinec).

## Zajímavost
Společnost bratří Čapků v Sankt-Peterburgu ("Общество братьев Чапеков в Санкт-Петербурге") existuje od roku 1995.